# Harry Stephenson-Möller
Harry George Stephenson-Möller, född den 2 maj 1917 i Saltsjöbaden, död den 3 juni 1981 i Nacka, var en svensk sjömilitär. Han var son till Nils Stephenson-Möller. 
Stephenson-Möller blev fänrik i flottan 1939, löjtnant 1941, kapten 1947, kommendörkapten av andra graden 1956 och kommendörkapten av första graden 1964. Han tjänstgjorde under sina sjökommenderingar i artilleribefattningar på pansarskepp, kryssare och jagare. Vintern 1956–1957 var Stephenson-Möller sekond på minfartyget Älvsnabben. På land blev han placerad i marinförvaltningen, där han skulle komma att tjänstgöra i flera omgångar, bland annat som kontrollofficer i Bofors 1952–1955 och som chef för sjöartillerisektionen 1957–1960. Därefter var  Stephenson-Möller chef för artillerisektionen, först vid Stockholms, sedan vid Karlskrona örlogsvarv. Han tjänstgjorde senare inom den tekniska förvaltningen vid Muskö örlogsbas, där han slutade sin tjänst 1973. De sista åren av sin aktiva tjänst var Stephenson-Möller chef för marinstabens expedition.  Han invaldes som ledamot av Örlogsmannasällskapet 1966. Stephenson-Möller blev riddare av Svärdsorden 1957.